# Seznam majitelů televizních práv na sportovní přenosy v Česku
Seznam majitelů televizních práv na sportovní přenosy v Česku představuje přehled TV stanic, které jsou majiteli televizních práv na sportovní přenosy pro Českou republiku v následujících letech.

## Olympijské hry
| Rok                                                                        | volně šiřitelná TV | placená TV              | internet                                      | poznámka |
| Zimní olympijské hry 2026 Milán, Cortina d'Ampezzo                         | ČT sport           | Eurosport 1 Eurosport 2 | Internetové televize Česká televize Eurosport |          |
| Letní olympijské hry 2028 Los Angeles                                      | ČT sport           | Eurosport 1 Eurosport 2 | Internetové televize Česká televize Eurosport |          |
| Zimní olympijské hry 2030 Auvergne-Rhône-Alpes, Provence-Alpes-Côte d'Azur | ČT sport           | Eurosport 1 Eurosport 2 | Internetové televize Česká televize Eurosport |          |
| Letní olympijské hry 2032 Brisbane                                         | ČT sport           | Eurosport 1 Eurosport 2 | Internetové televize Česká televize Eurosport |          |
| Zimní olympijské hry 2034 Salt Lake City                                   | ?                  | ?                       | ?                                             |          |

## Fotbal
| Soutěž                                       | volně šiřitelná TV | placená TV                                                                    | internet                                                                            | trvání práv            | poznámka / zdroj informace |
| Mistrovství světa ve fotbale                 | ?                  | ?                                                                             | ?                                                                                   | ?                      | |
| Mistrovství Evropy ve fotbale                | ČT sport           | –                                                                             | Internetové televize Česká televize                                                 | ME 2028                | |
| Kvalifikace na Mistrovství světa ve fotbale  | ČT sport           | Sport1 Sport2                                                                 | Internetové televize Česká televize                                                 | MS 2026                | ČT: vysílá zápasy české reprezentace Sport TV: ostatní vybrané zápasy                                                                          |
| Kvalifikace na Mistrovství Evropy ve fotbale | ČT sport           | Sport1 Sport2                                                                 | Internetové televize Česká televize                                                 | ME 2028                | ČT: vysílá zápasy české reprezentace Sport TV: ostatní vybrané zápasy                                                                          |
| Copa América                                 | ?                  | ?                                                                             | ?                                                                                   | ?                      | |
| Liga národů                                  | ČT sport           | Sport1 Sport2                                                                 | Internetové televize Česká televize                                                 | do sezony 2026/27      | ČT: vysílá zápasy české reprezentace + finále Sport TV: ostatní vybrané zápasy                                                                 |
| Liga mistrů                                  | –                  | Nova Sport 3 Nova Sport 4 Nova Sport 5 Nova Sport 6                           | Telly Oneplay Magenta TV Vodafone TV Skylink Live TV                                | do sezony 2026/27      | |
| Evropská liga                                | –                  | Nova Sport 5 (Česko) Sport1 Sport2                                            | Telly Oneplay Magenta TV Vodafone TV Skylink Live TV AMC Mikro Internetové televize | do sezony 2026/27      | Nova Sport 5: 1 zápas – právo 1. volby + finále, pouze 1 vybraný zápas ze 2 soutěží (UEL, UECL) Sport TV: ostatní vybrané zápasy               |
| Evropská konferenční liga                    | –                  | Nova Sport 5 (Česko) Sport1 Sport2                                            | Telly Oneplay Magenta TV Vodafone TV Skylink Live TV AMC Mikro Internetové televize | do sezony 2026/27      | Nova Sport 5: 1 zápas – právo 1. volby + finále, pouze 1 vybraný zápas ze 2 soutěží (UEL, UECL) Sport TV: ostatní vybrané zápasy               |
| Superpohár UEFA                              | –                  | Nova Sport 3                                                                  | Telly Oneplay Magenta TV Vodafone TV Skylink Live TV                                | do sezony 2026/27      | |
| Chance Liga – Česko                          | –                  | Oneplay Sport 1 Oneplay Sport 2 Oneplay Sport 3 Oneplay Sport 4               | Oneplay – Betano                                                                    | do sezony 2028/29      | Betano: nutná registrace – betano.cz |
| Chance národní liga – Česko, 2. liga         | ČT sport Sporty TV | -                                                                             | Internetové televize Česká televize Chnliga TV – Tipsport Chance                    | do sezony 2028/29      | ČT: 1. volba z každého kola Sporty TV: 2. volba z každého kola – Tipsport: nutná registrace – tipsport.cz Chance: nutná registrace – chance.cz |
| MOL cup – Česko, pohár                       | –                  | Oneplay Sport 1 Oneplay Sport 2 Oneplay Sport 3 Oneplay Sport 4               | Oneplay – Tipsport Chance                                                           | do sezony 2028/29      | Tipsport: nutná registrace – tipsport.cz Chance: nutná registrace – chance.cz                                                                  |
| Premier League – Anglie                      | –                  | CANAL+ Sport                                                                  | Skylink Live TV Magenta TV Oneplay                                                  | do sezony 2027/28      | |
| Sky Bet Championship – Anglie, 2. liga       | –                  | Nova Sport 3 Nova Sport 4 Nova Sport 5 Nova Sport 6                           | Telly Oneplay Magenta TV Vodafone TV Skylink Live TV                                | min. do sezony 2025/26 | |
| EFL League One – Anglie, 3. liga             | –                  | Nova Sport 3 Nova Sport 4 Nova Sport 5 Nova Sport 6                           | Telly Oneplay Magenta TV Vodafone TV Skylink Live TV                                | min. do sezony 2025/26 | |
| EFL League Two – Anglie, 4. liga             | –                  | Nova Sport 3 Nova Sport 4 Nova Sport 5 Nova Sport 6                           | Telly Oneplay Magenta TV Vodafone TV Skylink Live TV                                | min. do sezony 2025/26 | |
| FA Cup – Anglie, pohár                       | -                  | Nova Sport 1 Nova Sport 2 Nova Sport 3 Nova Sport 4 Nova Sport 5 Nova Sport 6 | Internetové televize                                                                | min. do sezony 2025/26 | |
| Carabao Cup – Anglie, pohár                  | –                  | Nova Sport 1 Nova Sport 2 Nova Sport 3 Nova Sport 4 Nova Sport 5 Nova Sport 6 | Internetové televize                                                                | min. do sezony 2025/26 | |
| EFL Trophy – Anglie, pohár                   | –                  | Nova Sport 3 Nova Sport 4 Nova Sport 5 Nova Sport 6                           | Telly Oneplay Magenta TV Vodafone TV Skylink Live TV                                | min. do sezony 2025/26 | |
| La Liga – Španělsko                          | –                  | Nova Sport 3 Nova Sport 4 Nova Sport 5 Nova Sport 6                           | Telly Oneplay Magenta TV Vodafone TV Skylink Live TV                                | do sezony 2025/26      | |
| Segunda División – Španělsko, 2. liga        | –                  | Nova Sport 3 Nova Sport 4 Nova Sport 5 Nova Sport 6                           | Telly Oneplay Magenta TV Vodafone TV Skylink Live TV                                | do sezony 2025/26      | |
| Copa del Rey – Španělsko, pohár              | –                  | Sport1 Sport2                                                                 | Internetové televize                                                                | min. do sezony 2025/26 | |
| Bundesliga – Německo                         | –                  | Nova Sport 3 Nova Sport 4 Nova Sport 5 Nova Sport 6                           | Telly Oneplay Magenta TV Vodafone TV Skylink Live TV                                | do sezony 2028/29      | |
| 2. Bundesliga – Německo, 2. liga             | –                  | Nova Sport 3 Nova Sport 4 Nova Sport 5 Nova Sport 6                           | Telly Oneplay Magenta TV Vodafone TV Skylink Live TV                                | do sezony 2028/29      | |
| 3. německá fotbalová liga – Německo, 3. liga | –                  | Arena Sport 1 Arena Sport 2                                                   | Internetové televize Arena Sport                                                    | min. do sezony 2025/26 | |
| DFB Pokal – Německo, pohár                   | –                  | Nova Sport 1 Nova Sport 2 Nova Sport 3 Nova Sport 4 Nova Sport 5 Nova Sport 6 | Internetové televize                                                                | do sezony 2028/29      | |
| Serie A – Itálie                             | –                  | Sport1 Sport2                                                                 | Internetové televize                                                                | do sezony 2026/27      | |
| Serie B – Itálie, 2. liga                    | –                  | Sport1 Sport2                                                                 | Internetové televize                                                                | do sezony 2026/27      | |
| Coppa Italia – Itálie, pohár                 | –                  | Sport1 Sport2                                                                 | Internetové televize                                                                | do sezony 2026/27      | |
| Ligue 1 – Francie                            | –                  | Nova Sport 1 Nova Sport 2 Nova Sport 3 Nova Sport 4 Nova Sport 5 Nova Sport 6 | Telly Oneplay Magenta TV Vodafone TV Skylink Live TV Internetové televize           | do sezony 2026/27      | |
| Ligue 2 – Francie, 2. liga                   | –                  | Nova Sport 1 Nova Sport 2 Nova Sport 3 Nova Sport 4 Nova Sport 5 Nova Sport 6 | Telly Oneplay Magenta TV Vodafone TV Skylink Live TV Internetové televize           | do sezony 2026/27      | |
| Coupe de France – Francie, pohár             | –                  | Nova Sport 1 Nova Sport 2 Nova Sport 3 Nova Sport 4 Nova Sport 5 Nova Sport 6 | Telly Oneplay Magenta TV Vodafone TV Skylink Live TV Internetové televize           | do sezony 2026/27      | |
| Primeira Liga – Portugalsko                  | –                  | Arena Sport 1 Arena Sport 2                                                   | Internetové televize Arena Sport                                                    | min. do sezony 2025/26 | |
| Taça de Portugal - Portugalsko, pohár        | Sporty TV          | JOJ Šport (Slovensko)                                                         | Internetové televize                                                                | min. do sezony 2025/26 | |
| Eredivisie – Nizozemsko                      | –                  | Arena Sport 1 Arena Sport 2                                                   | Internetové televize Arena Sport                                                    | min. do sezony 2025/26 | |
| Scottish Premiership – Skotsko               | –                  | Premier Sport 2                                                               | Telly Oneplay Magenta TV                                                            | min. do sezony 2025/26 | |
| Rakouská fotbalová Bundesliga – Rakousko     | –                  | Arena Sport 1 Arena Sport 2                                                   | Internetové televize Arena Sport                                                    | min. do sezony 2025/26 | |
| Jupiler Pro League – Belgie                  | –                  | Arena Sport 1 Arena Sport 2                                                   | Internetové televize Arena Sport                                                    | min. do sezony 2025/26 | |
| Superligraen - Dánsko                        | Sporty TV          | -                                                                             | Internetové televize                                                                | min. do sezony 2025/26 | |
| Süper Lig – Turecko                          | ?                  | ?                                                                             | ?                                                                                   | ?                      | |
| Niké liga – Slovensko                        | –                  | Dajto (Slovensko)                                                             | Voyo (Slovensko)                                                                    | min. do sezony 2025/26 | |
| Major League Soccer – USA, Kanada            | –                  | Apple TV+                                                                     | Apple TV+                                                                           | do roku 2032           | |
| Saudi Professional League – Saúdská Arábie   | –                  | Sport1 Sport2                                                                 | Internetové televize                                                                | min. do sezony 2025/26 | |

## Americký fotbal
| Soutěž       | volně šiřitelná TV | placená TV                                          | internet                                      | trvání práv            | poznámka / zdroj informace |
| NFL – USA    | –                  | Nova Sport 1 Nova Sport 2 Nova Sport 5 Nova Sport 6 | Internetové televize                          | min. do sezony 2025/26 |                            |
| NCAA – USA   | –                  | Sport1 Sport2                                       | Internetové televize                          | min. do sezony 2025/26 |                            |
| ELF – Evropa | –                  | Premier Sport 1 Premier Sport 2                     | Internetové televize Telly Oneplay Magenta TV | min. do sezony 2024    |                            |
| ČLAF – Česko | Sporty TV          | Premier Sport 1 Premier Sport 2                     | Internetové televize Telly Oneplay Magenta TV | min. do sezony 2025    |                            |

## Lední hokej
| Soutěž                            | volně šiřitelná TV | placená TV                                                      | internet                                                            | trvání práv            | poznámka / zdroj informace |
| Mistrovství světa v ledním hokeji | ČT sport           | –                                                               | Internetové televize Česká televize (ČT sport plus, všechny zápasy) | do roku 2028           | [ 1 ] |
| NHL – USA, Kanada                 | Nova Action        | Nova Sport 1 Nova Sport 2                                       | Internetové televize TV Nova                                        | min. do sezony 2025/26 | Nova Action: vysílá živě jeden páteční a nedělní zápas                                                                                        |
| KHL – Rusko                       | ?                  | ?                                                               | ?                                                                   | ?                      | Vysílaly stanice Sport TV |
| Liga mistrů                       | –                  | Sport1 Sport2                                                   | Internetové televize                                                | min. do sezony 2025/26 | |
| Tipsport Extraliga – Česko        | ČT sport           | Oneplay Sport 1 Oneplay Sport 2 Oneplay Sport 3 Oneplay Sport 4 | Internetové televize Oneplay Česká televize – Tipsport Chance       | do sezony 2027/28      | ČT: 1 zápas týdně (v neděli), zbytek Oneplay – Tipsport: nutná registrace – tipsport.cz Chance: nutná registrace – chance.cz                  |
| Maxa liga – Česko                 | ČT sport           | –                                                               | Internetové televize Česká televize Hokejka TV – Tipsport Chance    | min. do sezony 2025/26 | ČT: 1 zápas z každého kola na internetu, 1 zápas měsíčně v TV – Tipsport: nutná registrace – tipsport.cz Chance: nutná registrace – chance.cz |
| 2. česká hokejová liga – Česko    | Sporty TV          | –                                                               | Internetové televize Czechicehockey.tv                              | ?                      | |
| Tipos Extraliga – Slovensko       | –                  | JOJ Šport (Slovensko) JOJ Šport 2 (Slovensko) Sport1 Sport2     | JOJ Play (Slovensko) Internetové televize                           | do sezony 2025/26      | |
| National League – Švýcarsko       | –                  | Sport1 Sport2                                                   | Internetové televize                                                | min. do sezony 2025/26 | |
| SHL – Švédsko                     | Sporty TV          | Sport1 Sport2                                                   | Internetové televize                                                | min. do sezony 2025/26 | [ 2 ] |
| Liiga – Finsko                    | Sporty TV          | –                                                               | Internetové televize                                                | min. do sezony 2025/26 | [ 2 ] |
| Spenglerův pohár                  | ČT sport           | –                                                               | Internetové televize Česká televize                                 | ?                      | |

## Motorsport
| Soutěž              | volně šiřitelná TV | placená TV                                                      | internet                                                       | trvání práv                                      | poznámka / zdroj informace    |
| Formule 1           | –                  | Nova Sport 5                                                    | Telly Oneplay Magenta TV Vodafone TV Skylink Live TV Pecka.TV  | do roku 2026                                     |                               |
| Formule 2           | –                  | Nova Sport 5                                                    | Telly Oneplay Magenta TV Vodafone TV Skylink Live TV Pecka.TV  | do roku 2026                                     |                               |
| Formule 3           | –                  | Nova Sport 5                                                    | Telly Oneplay Magenta TV Vodafone TV Skylink Live TV Pecka.TV  | do roku 2026                                     |                               |
| Formule E           | –                  | Eurosport 1 Eurosport 2                                         | Internetové televize Eurosport                                 | ?                                                |                               |
| Nascar Cup Series   | –                  | Nova Sport 5 Nova Sport 6                                       | Telly Oneplay Magenta TV Vodafone TV Skylink Live TV           | ?                                                |                               |
| Nascar Truck Series | –                  | Nova Sport 5 Nova Sport 6                                       | Telly Oneplay Magenta TV Vodafone TV Skylink Live TV           | ?                                                |                               |
| Nascar Xfinity      | –                  | Arena Sport 1 Arena Sport 2                                     | Internetové televize Arena Sport                               | ?                                                |                               |
| DTM                 | ?                  | ?                                                               | ?                                                              | ?                                                |                               |
| WRC                 | –                  | Oneplay Sport 1 Oneplay Sport 2 Oneplay Sport 3 Oneplay Sport 4 | Oneplay                                                        | min. do roku 2024                                |                               |
| WTCR                | –                  | Sport1 Sport2                                                   | Internetové televize                                           | ?                                                |                               |
| MS ve vytrvalosti   | –                  | Eurosport 1 Eurosport 2                                         | Internetové televize Eurosport                                 | ?                                                |                               |
| SUV Extreme E       | –                  | Eurosport 1 Eurosport 2                                         | Internetové televize Eurosport                                 | ?                                                |                               |
| MotoGP              | –                  | Nova Sport 6                                                    | Telly Oneplay Magenta TV Vodafone TV                           | do roku 2026                                     | Reklama během hlavního závodu |
| Moto2               | –                  | Nova Sport 6                                                    | Telly Oneplay Magenta TV Vodafone TV                           | do roku 2026                                     |                               |
| Moto3               | –                  | Nova Sport 6                                                    | Telly Oneplay Magenta TV Vodafone TV                           | do roku 2026                                     |                               |
| MS superbiků        | –                  | Nova Sport 5 Nova Sport 6 Eurosport 1 Eurosport 2               | Telly Oneplay Magenta TV Vodafone TV Skylink Live TV Eurosport | Nova Sport: do roku 2025 Eurosport: do roku 2026 |                               |
| FIM Speedway GP     | ČT sport           | –                                                               | Internetové televize Česká televize                            | do roku 2024                                     |                               |
| MS v motokrosu      | –                  | Eurosport 1 Eurosport 2                                         | Internetové televize Eurosport                                 | ?                                                |                               |

## Tenis
| Soutěž               | volně šiřitelná TV              | placená TV                      | internet                            | trvání práv       | poznámka / zdroj informace                                   |
| -------------------- | ------------------------------- | ------------------------------- | ----------------------------------- | ----------------- | ------------------------------------------------------------ |
| Turnaj mistrů        | –                               | Premier Sport 1 Premier Sport 2 | Telly Oneplay Magenta TV            | do roku 2026      |                                                              |
| ATP Tour 1000        | –                               | Premier Sport 1 Premier Sport 2 | Telly Oneplay Magenta TV            | do roku 2026      |                                                              |
| ATP Tour 500         | –                               | Premier Sport 1 Premier Sport 2 | Telly Oneplay Magenta TV            | do roku 2026      |                                                              |
| ATP Tour 250         | –                               | Premier Sport 1 Premier Sport 2 | Telly Oneplay Magenta TV            | do roku 2026      |                                                              |
| Turnaj mistryň       | –                               | CANAL+ Sport 2                  | Skylink Live TV                     | do roku 2028      |                                                              |
| WTA Tour 1000        | –                               | CANAL+ Sport 2                  | Skylink Live TV                     | do roku 2028      |                                                              |
| WTA Tour 500         | –                               | CANAL+ Sport 2                  | Skylink Live TV                     | do roku 2028      |                                                              |
| WTA Tour 250         | –                               | CANAL+ Sport 2                  | Skylink Live TV                     | do roku 2028      |                                                              |
| Australian Open      | –                               | Eurosport 1 Eurosport 2         | Internetové televize Eurosport      | do roku 2031      |                                                              |
| French Open          | –                               | Eurosport 1 Eurosport 2         | Internetové televize Eurosport      | do roku 2026      |                                                              |
| Wimbledon            | –                               | Eurosport 2                     | Internetové televize Eurosport      | do roku 2027      |                                                              |
| US Open              | –                               | Eurosport 1 Eurosport 2         | Internetové televize Eurosport      | do roku 2027      |                                                              |
| Davis Cup            | ČT sport RTVS Šport (Slovensko) | –                               | Internetové televize Česká televize | min. do roku 2024 | ČT: Zápasy s Českou účastí RTVS: Zápasy se Slovenskou účastí |
| Billie Jean King Cup | ČT sport RTVS Šport (Slovensko) | –                               | Internetové televize Česká televize | min. do roku 2024 | ČT: Zápasy s Českou účastí RTVS: Zápasy se Slovenskou účastí |
| Laver Cup            | ?                               | Eurosport 1 Eurosport 2         | Internetové televize Eurosport      | do roku 2030      |                                                              |

## Basketbal
| Soutěž                               | volně šiřitelná TV | placená TV                                                      | internet                                                                  | trvání práv            | poznámka / zdroj informace |
| ------------------------------------ | ------------------ | --------------------------------------------------------------- | ------------------------------------------------------------------------- | ---------------------- | -------------------------- |
| NBA – USA, Kanada                    | –                  | Nova Sport 1 Nova Sport 2                                       | Internetové televize                                                      | min. do sezony 2024/25 |                            |
| Liga mistrů                          | –                  | Nova Sport 1 Nova Sport 2 Nova Sport 5 Nova Sport 6             | Telly Oneplay Magenta TV Vodafone TV Skylink Live TV Internetové televize | ?                      |                            |
| Euroliga                             | –                  | Oneplay Sport 1 Oneplay Sport 2 Oneplay Sport 3 Oneplay Sport 4 | Oneplay                                                                   | do sezony 2024/25      |                            |
| Mistrovství světa v basketbalu mužů  | ?                  | ?                                                               | ?                                                                         | ?                      |                            |
| Mistrovství Evropy v basketbalu mužů | ?                  | ?                                                               | ?                                                                         | ?                      |                            |
| Mistrovství světa v basketbalu žen   | ?                  | ?                                                               | ?                                                                         | ?                      |                            |
| Mistrovství Evropy v basketbalu žen  | ?                  | ?                                                               | ?                                                                         | ?                      |                            |

## Házená
| Soutěž                   | volně šiřitelná TV | placená TV                                          | internet                                                                  | trvání práv            | poznámka / zdroj informace                                                    |
| ------------------------ | ------------------ | --------------------------------------------------- | ------------------------------------------------------------------------- | ---------------------- | ----------------------------------------------------------------------------- |
| Házená Bundesliga        | –                  | Nova Sport 1 Nova Sport 2 Nova Sport 5 Nova Sport 6 | Telly Oneplay Magenta TV Vodafone TV Skylink Live TV Internetové televize | min. do sezony 2024/25 |                                                                               |
| Chance liga muži - Česko | ČT Sport           | –                                                   | Internetové televize – Tipsport Chance                                    | min. do sezóny 2024/25 | Tipsport: nutná registrace – tipsport.cz Chance: nutná registrace – chance.cz |
| Liga mistrů EHF muži     | –                  | Sport1 Sport2                                       | Internetové televize                                                      | min. do sezony 2024/25 |                                                                               |
| Liga mistrů EHF ženy     | –                  | Sport1 Sport2                                       | Internetové televize                                                      | min. do sezony 2024/25 |                                                                               |
| Evropská liga EHF muži   | –                  | Sport1 Sport2                                       | Internetové televize                                                      | min. do sezony 2024/25 |                                                                               |
| Pohár EHF ženy           | –                  | Sport1 Sport2                                       | Internetové televize                                                      | min. do sezony 2024/25 |                                                                               |
| Vyzývací pohár EHF muži  | –                  | Sport1 Sport2                                       | Internetové televize                                                      | min. do sezony 2024/25 |                                                                               |
| Vyzývací pohár EHF ženy  | –                  | Sport1 Sport2                                       | Internetové televize                                                      | min. do sezony 2024/25 |                                                                               |

## Zimní sporty
| Soutěž                     | volně šiřitelná TV | placená TV              | internet                                      | trvání práv                                                          | poznámka / zdroj informace |
| -------------------------- | ------------------ | ----------------------- | --------------------------------------------- | -------------------------------------------------------------------- | -------------------------- |
| MS v alpském lyžování      | ČT sport           | Eurosport 1 Eurosport 2 | Internetové televize Česká televize Eurosport | ČT: do roku 2025 Eurosport: do roku 2025                             |                            |
| MS v biatlonu              | ČT sport           | Eurosport 1 Eurosport 2 | Internetové televize Česká televize Eurosport | ČT: do roku 2026 + možnost opce do 2030 Eurosport: ?                 | ČT:                        |
| MS v klasickém lyžování    | ČT sport           | Eurosport 1 Eurosport 2 | Internetové televize Česká televize Eurosport | ČT: do roku 2025 Eurosport: do roku 2025                             |                            |
| MS v letech na lyžích      | ČT sport           | Eurosport 1 Eurosport 2 | Internetové televize Česká televize Eurosport | ČT: do roku 2024 Eurosport: do roku 2024                             |                            |
| MS v akrobatickém lyžování | ČT sport           | ?                       | Internetové televize Česká televize           | ČT: do roku 2025                                                     |                            |
| MS ve snowboardingu        | ČT sport           | Eurosport 1 Eurosport 2 | Internetové televize Česká televize Eurosport | ČT: do roku 2025 Eurosport: do roku 2025                             |                            |
| MS v rychlobruslení        | ČT sport           | ?                       | Internetové televize Česká televize           | ČT: ?                                                                |                            |
| Turné čtyř můstků          | ČT sport           | Eurosport 1 Eurosport 2 | Internetové televize Česká televize Eurosport | ČT: ? Eurosport: do roku 2026                                        |                            |
| SP v alpském lyžování      | ČT sport           | Eurosport 1 Eurosport 2 | Internetové televize Česká televize Eurosport | ČT: do roku 2026 Eurosport: do roku 2026                             |                            |
| SP ve snowboardingu        | ČT sport           | Eurosport 1 Eurosport 2 | Internetové televize Česká televize Eurosport | ČT: do roku 2026 Eurosport: do roku 2026                             |                            |
| SP v biatlonu              | ČT sport           | Eurosport 1 Eurosport 2 | Internetové televize Česká televize Eurosport | ČT: do roku 2026 + možnost opce do 2030 Eurosport: min. do roku 2023 | ČT:                        |
| SP v běhu na lyžích        | ČT sport           | Eurosport 1 Eurosport 2 | Internetové televize Česká televize Eurosport | ČT: do roku 2026 Eurosport: do roku 2026                             |                            |
| SP ve skocích na lyžích    | ČT sport           | Eurosport 1 Eurosport 2 | Internetové televize Česká televize Eurosport | ČT: ? Eurosport: do roku 2026                                        |                            |
| SP v severské kombinaci    | ?                  | Eurosport 1 Eurosport 2 | Internetové televize Eurosport                | Eurosport: do roku 2026                                              |                            |
| SP v rychlobruslení        | ČT sport           | ?                       | Internetové televize Česká televize           | ČT: ?                                                                |                            |

## Cyklistika
| Soutěž                   | volně šiřitelná TV | placená TV              | internet                                      | trvání práv                              | poznámka / zdroj informace |
| ------------------------ | ------------------ | ----------------------- | --------------------------------------------- | ---------------------------------------- | -------------------------- |
| MS v silniční cyklistice | ČT sport           | Eurosport 1 Eurosport 2 | Internetové televize Česká televize Eurosport | ČT: do roku 2024 Eurosport: ?            |                            |
| Tour de France           | ČT sport           | Eurosport 1 Eurosport 2 | Internetové televize Česká televize Eurosport | ČT: do roku 2024 Eurosport: do roku 2025 | ČT:                        |
| Giro d’Italia            | –                  | Eurosport 1 Eurosport 2 | Internetové televize Česká televize Eurosport | Eurosport: ?                             | Eurosport:                 |
| Kolem Flander            | ČT sport           | Eurosport 1 Eurosport 2 | Internetové televize Česká televize Eurosport | ČT: ? Eurosport: ?                       |                            |
| Paříž–Roubaix            | –                  | Eurosport 1 Eurosport 2 | Internetové televize Eurosport                | ČT: ? Eurosport: ?                       |                            |
| Liège–Bastogne–Liège     | –                  | Eurosport 1 Eurosport 2 | Internetové televize Eurosport                | ČT: ? Eurosport: ?                       |                            |
| Tour de Pologne          | Sporty TV          | –                       | Internetové televize                          | Sporty TV: ?                             | Sporty TV:                 |

## Ragby
| Soutěž            | volně šiřitelná TV | placená TV                                          | internet                                                                  | trvání práv    | poznámka / zdroj informace |
| ----------------- | ------------------ | --------------------------------------------------- | ------------------------------------------------------------------------- | -------------- | -------------------------- |
| Premiership Rugby | –                  | Nova Sport 1 Nova Sport 2 Nova Sport 5 Nova Sport 6 | Telly Oneplay Magenta TV Vodafone TV Skylink Live TV Internetové televize | do sezony 2025 |                            |
| Rugby six Nations | –                  | Nova Sport 1 Nova Sport 2                           | Internetové televize                                                      | do sezony 2025 |                            |
| Top 14 - Francie  | –                  | CANAL+ Sport                                        | Skylink Live TV Magenta TV Oneplay                                        | do sezony 2025 |                            |

## Bojové sporty
| Soutěž           | volně šiřitelná TV | placená TV                                                                    | internet                             | trvání práv       | poznámka / zdroj informace               |
| ---------------- | ------------------ | ----------------------------------------------------------------------------- | ------------------------------------ | ----------------- | ---------------------------------------- |
| UFC              | –                  | Nova Sport 6                                                                  | Telly Oneplay Magenta TV Vodafone TV | min. do roku 2024 |                                          |
| Oktagon          | –                  | Premier Sport 3                                                               | Telly Oneplay Magenta TV             | min. do roku 2024 | Nutné uhradit předplatné na každý turnaj |
| KSW              | –                  | Nova Sport 1 Nova Sport 2 Nova Sport 3 Nova Sport 4 Nova Sport 5 Nova Sport 6 | Internetové televize                 | min. do roku 2024 |                                          |
| Bellator         | –                  | Nova Sport 1 Nova Sport 2                                                     | Internetové televize                 | min. do roku 2024 |                                          |
| PFL              | –                  | Nova Sport 1 Nova Sport 2                                                     | Internetové televize                 | min. do roku 2024 |                                          |
| ONE Championship | –                  | Oneplay Sport 1 Oneplay Sport 2 Oneplay Sport 3 Oneplay Sport 4               | Oneplay                              | min. do roku 2024 |                                          |
| Cage Warriors    | –                  | Premier Sport 1 Premier Sport 2                                               | Telly Oneplay Magenta TV             | min. do roku 2024 |                                          |

## Baseball
| Soutěž            | volně šiřitelná TV | placená TV                                                      | internet | trvání práv       | poznámka / zdroj informace |
| ----------------- | ------------------ | --------------------------------------------------------------- | -------- | ----------------- | -------------------------- |
| MLB – USA, Kanada | –                  | Oneplay Sport 1 Oneplay Sport 2 Oneplay Sport 3 Oneplay Sport 4 | Oneplay  | min. do roku 2024 |                            |

## Florbal
| Soutěž                          | volně šiřitelná TV | placená TV                | internet                                                               | trvání práv            | poznámka / zdroj informace |
| ------------------------------- | ------------------ | ------------------------- | ---------------------------------------------------------------------- | ---------------------- | --- |
| Mistrovství světa ve florbale   | ČT sport           | –                         | Internetové televize Česká televize IFF                                | ?                      | |
| Pohár mistrů                    | ČT Sport           | –                         | Internetové televize Česká televize Český florbal TV IFF               | min. do sezony 2025/26 | |
| Livesport Superliga – Česko     | ČT sport Sporty TV | –                         | Internetové televize Česká televize Český florbal TV – Tipsport Chance | min. do sezony 2025/26 | Všechny zápasy pouze na Český florbal TV, na ČT Sport a Sporty TV pouze vybraná utkání – Tipsport: nutná registrace – tipsport.cz Chance: nutná registrace – chance.cz |
| ČEZ Extraliga – Česko           | ČT sport Sporty TV | –                         | Internetové televize Česká televize Český florbal TV                   | min. do sezony 2025/26 | Všechny zápasy pouze na Český florbal TV, na ČT Sport a Sporty TV pouze vybraná utkání                                                                                 |
| Švédská superliga – Švédsko     | –                  | Nova Sport 1 Nova Sport 2 | Internetové televize                                                   | min. do sezony 2025/26 | |
| Finská florbalová liga – Finsko | –                  | –                         | F-liiga TV                                                             | ?                      | |

## Volejbal
| Soutěž                          | volně šiřitelná TV       | placená TV | internet                               | trvání práv            | poznámka / zdroj informace                                                    |
| ------------------------------- | ------------------------ | ---------- | -------------------------------------- | ---------------------- | ----------------------------------------------------------------------------- |
| Mistrovství světa ve volejbale  | Česká televize           | –          | Internetové televize                   | ?                      |                                                                               |
| Mistrovství Evropy ve volejbale | Česká televize           | –          | Internetové televize                   | ?                      |                                                                               |
| ČEZ Extraliga muži – Česko      | Česká televize Sporty TV | –          | Internetové televize – Tipsport Chance | min. do sezony 2024/25 | Tipsport: nutná registrace – tipsport.cz Chance: nutná registrace – chance.cz |
| Extraliga žen – Česko           | Česká televize Sporty TV | –          | Internetové televize – Tipsport Chance | min. do sezony 2024/25 | Tipsport: nutná registrace – tipsport.cz Chance: nutná registrace – chance.cz |